# لی آن فادر
لی آن فادر (به انگلیسی: Leigh Ann Fetter) (زادهٔ ۲۳ مهٔ ۱۹۶۹) شناگر اهل ایالات متحده آمریکا است.